# Fernand Feyaerts
Fernand Feyaerts (ur. w 1880, zm. 11 lipca 1927 w Brukseli) – belgijski piłkarz wodny i pływak, dwukrotny medalista igrzysk olimpijskich.
Wystąpił na igrzyskach olimpijskich w 1900 w Paryżu w turnieju piłki wodnej. Belgia, reprezentowana przez brukselski klub Club de natation de Bruxelles zajęła drugie miejsce.
Osiem lat później, podczas igrzysk olimpijskich w Londynie ponownie zdobył tytuł wicemistrza olimpijskiego w piłce wodnej. Wystartował także w wyścigu pływackim na dystansie 100 metrów stylem dowolnym, lecz odpadł w eliminacjach.